# Авторское право в Латвии
Авторское право Латвии регулируется Законом Латвии об авторском праве, принятом 27 апреля 2000 года.
Латвия имеет жесткий закон авторского права. Его основные особенности состоят в следующем:
- защита авторского права на территории Латвии вступает в свою силу, если произведение еще не было признано официально законченным самим автором;
- нарушение авторских прав, ответственность за которое несут третьи лица, является караемым действием и облагается значительными штрафами.

## История
Латвия входила в состав Российской империи в 1721—1917 годы, в состав СССР — в 1940—1941, 1944—1991 годы. Соответственно на территории республики действовали законы об авторском праве Российской империи,  законы об авторском праве в СССР.
С установлением независимости в республике занимались собственными вопросами авторского права.
Действующему с 2000 года по настоящее время закону Латвии об авторском праве предшествовал отмененный закон Об авторском праве и смежных правах (Latvijas Republikas Augstākās Padomes ООН Valdības Ziņotājs г. № 22/23, 1993) 1993 года.
Вступали в силу новые поправки в действующий закон:
- касающиеся выплаты вознаграждения авторам в отношении библиотек, которые финансируются из государственного бюджета, или

из бюджетов органов местного самоуправления — с 1 января 2003 года.
- Права защиты базы данных по статье 57. Защита базы данных не должна ограничивать ранее приобретенные права и не должно затрагивать договоры, которые имеют заключенным до дня вступления в силу настоящего Закона.
- Права исполнителей, указанных в статье 48, управляются только коллективно в отношении исполнений, зафиксированных в фонограммах,

которые зафиксированы или опубликованы в Латвии до 15 мая 1993 года — с 22 апреля 2004 года.
- Организации коллективного управления, которые были созданы до 1 мая 2004 года должны, не позднее 1 сентября 2004 года, получить разрешение на выполнение управлении экономическими правами на коллективной основе — с 22 апреля 2004 года.
- Положения статей 32, 36, 54, 55, 59 и 61 настоящего Закона применяются также в отношении государств Европейской экономической зоны: Княжество Лихтенштейн и Королевство Норвегия — с 6 декабря 2007 года.

## Организации
В Латвии защитой авторских прав занимается организация (AKKA/LAA) «Autortiesību un komunicēšanās konsultāciju aģentūra/ Latvijas Autoru apvienība» (AKKA/LAA) — «Консультационное агентство авторских прав и коммуникации/Латвийское Авторское объединение» AKKA/LAA объединяет авторов республики, которые на коллективной основе реализуют управление своими имущественными авторскими правами и эффективно сотрудничают между с авторами и пользователями произведений в целях, чтобы пользователи имели возможность на законном основании использовать в своих целях авторские произведения, а сами авторы могли получали авторское вознаграждение. Общество является негосударственной организацией и его деятельностью руководит избранный авторами совет.
AKKA/LAA представляет около четырех тысяч латвийских авторов и более четырех миллионов иностранных авторов и управляет их правами в Латвии. AKKA/LAA состоит в Международной конфедерации авторских и композиторских обществ CISAC и Европейского союза авторских и композиторских обществ GESAC и представляет интересы иностранных авторов на основе соглашений о взаимном представительстве, которые заключены более чем с 130 иностранными организациями по охране авторских прав.
AKKA/LAA управляет имущественными авторскими правами на коллективной основе в следующих случаях использования авторских произведений:
- публикация, публичное исполнение, репродуцирование, использование для передачи в эфире и ретрансляции, обнародование в интернете музыкальных произведений;
- публикация, репродуцирование, публичное исполнение, использование для передачи в эфире и ретрансляции, обнародование в интернете литературных произведений;
- публикация, постановка и спектакли, репродуцирование, публичное исполнение, использование для передачи в эфире и ретрансляции, обнародование в интернете драматических, музыкальных переда.

Надзор за соответствием деятельности организации по коллективному управлению имущественными правами положениям закона осуществляется Министерством культуры Латвии.

## Содержание
В Латвии охраняются авторским право следующие авторские произведения:
- литературные произведения (книги, брошюры, речи, компьютерные программы, лекции, призывы, сообщения, проповеди и другие подобного рода произведения);

- драматические и музыкально-драматические произведения, сценарии, литературные проекты аудиовизуальных произведений;

- хореографические произведения и пантомимы;

- музыкальные произведения с текстом или без такового; аудиовизуальные произведения;

- рисунки, произведения живописи, скульптуры и графики и другие произведения искусства;

- произведения прикладного искусства, декорации и сценографические произведения; дизайнерские произведения;

- фотографические произведения и произведения, выполненные похожим на фотографию способом;

- эскизы, наброски, проекты сооружений, строений, архитектурных произведений и решения сооружений и строений, другие архитектурные работы, произведения городского строительства и проекты и решения садов и парков, а также полностью или частично возведенные строения и реализованные объекты городского строительства или ландшафтов и др.

Срок действия авторского права составляет — в течение всего срока жизни автора и в течение 70 лет после смерти его автора.
Нарушением авторского права и смежного права считается такое действие, которое ущемляют личные или имущественные права субъекта авторского права или смежного права, в том числе фиксация охраняемых объектов и их публикация, выпуск в свет, репродуцирование, распространение в любом виде без согласия субъекта права.
Штрафы за нарушение авторских прав различны, в зависимости от вида нарушения. За нелегальный обмен файлами и скачивание пиратского контента в Латвии предусмотрена как административная, так и уголовная ответственность. Может применяться статья 155.8 Кодекса административных нарушений (штраф для физических лиц до 700 евро, для юридических — до 7000 евро с конфискацией объекта нарушения авторских и смежных прав и его носителя). Также могут быть наложены санкции в рамках 148 статьи Криминального закона. В случае, если правонарушение наносит существенный вред правообладателю, виновный, кроме штрафа и/или принудительных работ может получить срок заключения до двух лет. Если преступление совершенно в группе по предварительному сговору, срок составит до четырех лет, а в особо тяжких случаях — до шести.  